# Polygonaceae
Famille
Classification APG III (2009)
Les Polygonaceae (Polygonacées) sont une famille de plantes dicotylédones de l'ordre des Caryophyllales. Elle comprend 51 genres répartis en 1 200 espèces. Ce sont principalement des plantes herbacées cosmopolites qui ont une préférence marquée pour les zones tempérées et froides de l'hémisphère nord.
Cette famille comprend notamment l'Oseille, les renouées, la Rhubarbe et le Sarrasin.

## Étymologie
Le nom vient du genre type Polygonum, issu du grec poly, « plusieurs », et gonu, « genou » (d'où gônia, « angle », comme dans polygone) et fait référence aux nombreuses articulations qui figurent sur les plantes, notamment sur les tiges au niveau des nœuds renflés, et sur les akènes trigones.

## Description

### Appareil végétatif
Les Polygonaceae sont des plantes herbacées (plus rarement des lianes et des formes ligneuses généralement confinées à l'Amérique tropicale, telle que Coccoloba ou Triplaris) annuelles, bisannuelles ou le plus souvent vivaces, généralement des régions de l'hémisphère nord où beaucoup sont des rudérales ou de mauvaises herbes. 
Les racines sont fibreuses, rarement tubéreuses. Elles forment chez les espèces vivaces des racines adventives secondaires latérales qui se ramifient et finissent par devenir à leur tour des racines principales : le pied originel a ainsi colonisé l'espace par reproduction asexuée ou clonale. Ce développement latéral (qui peut être lié à une stratégie de type phalange) permettant une certaine mobilité végétative. Il explique aussi, en combinaison avec l'allélopathie de ces espèces, que plusieurs d'entre elles soient devenues des mauvaises herbes qui interfèrent notamment avec les plantes cultivées.
Les feuilles simples sont généralement alternes, parfois groupées en rosette basale, rarement opposées ou verticillées. Chez certaines espèces, le limbe est entier, hasté, diversement découpé à nervation pennée, ou plus spécifiquement palmatilobé à nervation palmée (comme celui des rhubarbes). Les feuilles peuvent être réduites à des écailles, des cladodes les suppléant dans leur fonction (Muehlenbeckia platyclada). L'hétérophyllie existe chez certains Polygonum. La membrane tubuleuse entourant la tige au niveau des nœuds renflés est une ochréa, caractéristique de la famille.
Les tiges des espèces vivaces ont une croissance secondaire souvent « anormale » : elles présentent des faisceaux libéro-ligneux surnuméraires corticaux (Calligonum), péricycliques (Antigonum), périmédullaires à orientation inverse (Rumex crispus, Rumex patientia, Rheum ribes), périmédullaires concentriques à liber intérieur (« formations étoilées » du rhizome de Rheum officinale (en)).
Le feuillage et les parties souterraines sont riches en acide oxalique qui participe à la défense contre les herbivores et sont toxiques pour l'homme s'il les consomme en grande quantité. Des composés anthracéniques (rumicine dans Rumex) et des flavonoïdes (rutine) ont été trouvés chez plusieurs espèces, substances qui présentent des signes d'activité antifongique, antimicrobienne, antivirale, immunostimulante, anti-inflammatoire et antioxydante. Les glucosides d'anthraquinone ont été utilisés pour leur effet laxatif, notamment ceux de la rhubarbe Rheum officinale (en) présents dans le pétiole et le limbe des feuilles, et surtout dans le rhizome. La richesse en tanins astringents de cette partie souterraine explique son utilisation à faible dose comme antidiarrhéique et pour soigner la dysenterie jusqu'au début du XXe siècle, tandis que sa consommation en grande quantité fait intervenir ces dérivés d'anthraquinone agissant comme un laxatif puissant.

### Appareil reproducteur
Les fleurs actinomorphes souvent bisexuées sont soit solitaires, soit regroupées en faux verticilles (cymes condensées pauciflores de fleurs peu développées) disposés en grappes ou en panicules. Le périanthe est pétaloïde ou sépaloïde, formant un périgone trimère de 6 tépales sur deux cycles (type Rumex), ou pentamère de cinq tépales spiralés (par soudure d'un interne et d'un externe) (type Polygonum). Les pièces du périanthe, blanc verdâtre à rouge, sont libres ou légèrement soudées à la base, et dans ce cas souvent persistantes. L'androcée est composé généralement de six étamines (de deux à neuf) à déhiscence longitudinale. Le gynécée est la seule partie homogène de la famille : l'ovaire supère, uniloculaire, contient un unique ovule basal (orthotrope, bitégumenté) et est surmonté de trois styles libres. La pollinisation est souvent entomophile (anémophilie chez les Rumex, autopollinisation chez Polygonum aviculare), favorisée par un disque nectarifère à la base de l'ovaire. La polycarpie est de règle. Les fruits sont des akènes trigones, souvent protégés par une enveloppe membraneuse (« valves » soudées et accrescentes formées par les tépales) et constituant alors une samare.

## Galerie

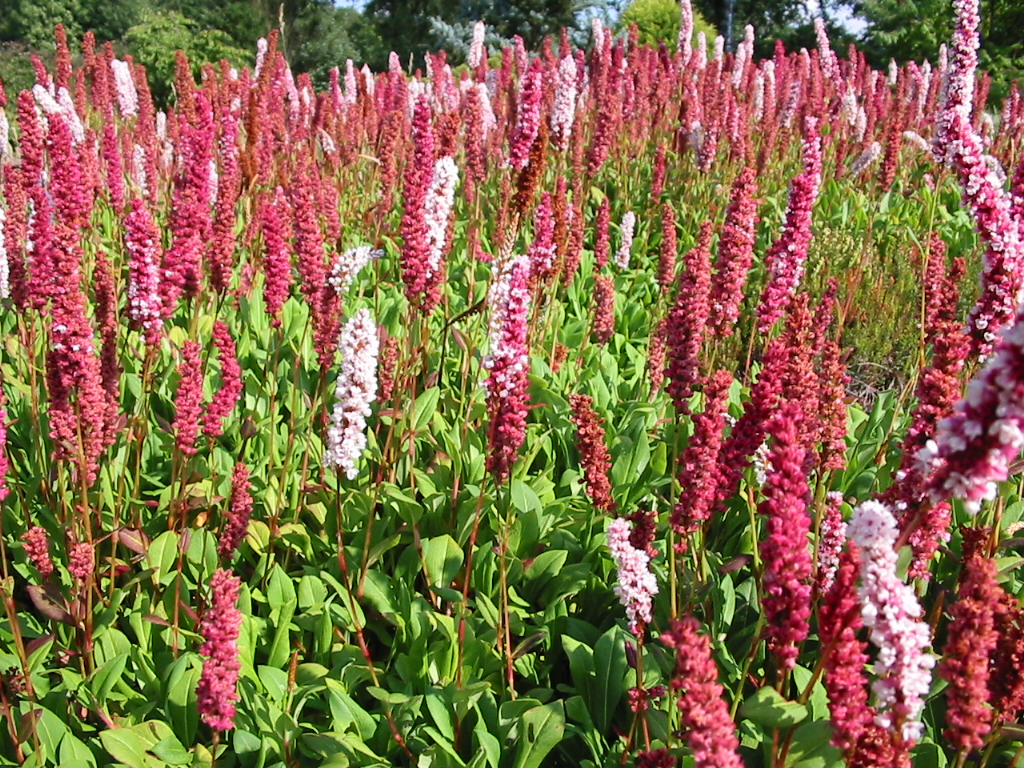
Polygonum affine
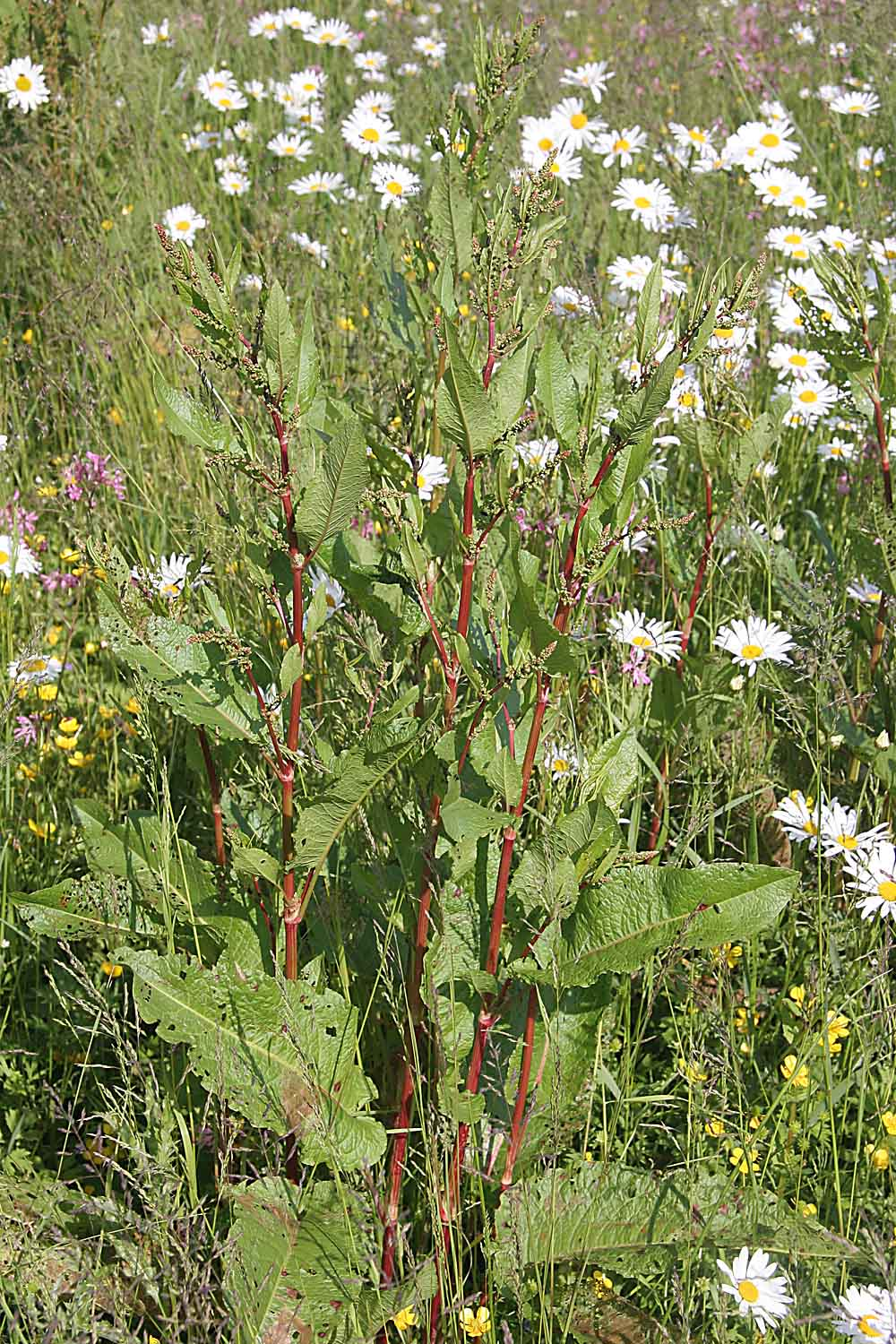
Rumex obtusifolius

## Liste des genres
La famille comprend 51 genres répartis en 1200 espèces.
Selon NCBI (4 mai 2010) :
- Aconogonon
- Afrobrunnichia
- Antigonon
- Atraphaxis
- Bistorta
- Brunnichia
- Calligonum
- Chorizanthe
- Coccoloba
- Dedeckera
- Emex
- Eriogonum
- Fagopyrum
- Fallopia
- Gilmania
- Gymnopodium
- Homalocladium
- Johanneshowellia
- Koenigia
- Leptogonum
- Muehlenbeckia
- Neomillspaughia
- Oxyria
- Parapteropyrum
- Persicaria
- Pleuropterus
- Podopterus
- Polygonella
- Polygonum
- Pteropyrum
- Pterostegia
- Pteroxygonum
- Rheum
- Rumex
- Ruprechtia
- Symmeria
- Triplaris

Selon DELTA Angio (4 mai 2010) :
- Afrobrunnichia
- Antigonon
- Aristocapsa
- Atraphaxis
- Brunnichia
- Calligonum
- Centrostegia
- Chorizanthe
- Coccoloba
- Dedeckera
- Dodecahema
- Emex
- Eriogonum
- Fagopyrum
- Fallopia
- Gilmania
- Goodmania
- Gymnopodium
- Harfordia
- Hollisteria
- Knorringia
- Koenigia
- Lastarriaea
- Leptogonum
- Muconea
- Muehlenbeckia
- Nemacaulis
- Neomillspaughia
- Oxygonum
- Oxyria
- Oxytheca
- Parapteropyrum
- Persicaria
- Podopterus
- Polygonella
- Polygonum
- Pteropyrum
- Pterostegia
- Rheum
- Rumex
- Ruprechtia
- Stenogonum
- Symmeria
- Systenotheca
- Triplaris

Selon ITIS (4 mai 2010) :
- Antigonon  Endl.
- Aristocapsa  Reveal & Hardham
- Brunnichia  Banks ex Gaertn.
- Centrostegia  Gray ex Benth.
- Chorizanthe  R. Br. ex Benth.
- Coccoloba  P. Br.
- Dedeckera  Reveal & J.T. Howell
- Dodecahema  Reveal & Hardham
- Emex  Campd.
- Eriogonum  Michx.
- Fagopyrum  P. Mill.
- Gilmania  Coville
- Goodmania  Reveal & Ertter
- Hollisteria  S. Wats.
- Homalocladium  (F.J. Muell.) Bailey
- Koenigia  L.
- Lastarriaea  Remy
- Mucronea  Benth.
- Muehlenbeckia  Meisn.
- Nemacaulis  Nutt.
- Oxyria  Hill
- Oxytheca  Nutt.
- Polygonella  Michx.
- Polygonum  L.
- Polyonum
- Pterostegia  Fisch. & C.A. Mey.
- Rheum  L.
- Rumex  L.
- Stenogonum  Nutt.
- Systenotheca  Reveal & Hardham

Les principaux genres sont Eriogonum (240 espèces), Rumex (200 espèces divisées en deux sous-genres : les rumex vrais — Eurumex — ou patiences, et les oseilles), Polygonum (170 espèces de renouées), Coccoloba (120 espèces), Calligonum (80 espèces). En France, les deux genres principaux sont Rumex (25 espèces plus quelques naturalisées) et Polygonum (18 espèces plus des naturalisées), auxquels il faut rajouter les genres Fagopyrum (le sarrasin),  Rheum (la rhubarbe).

## Diversité génétique
La polyploïdie et l'aneuploïdie ont joué un rôle important conduisant à une spéciation active au sein de cette famille. Ainsi, Rumex est parfois découpé en quatre genres distincts et de nombreuses sous-espèces selon le degré de polyploïdie. Généralement, les polyploïdes ont une barrière post-zygotique empêchant l'hybridation avec leurs parents ou les hybrides sont incapables de se développer normalement. Cet isolement sexuel immédiat est à l'origine d'une spéciation sympatrique instantanée responsable de la genèse de près de la moitié des espèces actuelles de plantes à fleurs. Plusieurs espèces de Polygonaceae présentent un dimorphisme sexuel et des chromosomes sexuels qui détermineraient le sexe.